# Botrychium pulchrum
Botrychium pulchrum är en låsbräkenväxtart som först beskrevs av Sahashi, och fick sitt nu gällande namn av Nakaike. Botrychium pulchrum ingår i släktet låsbräknar, och familjen låsbräkenväxter. Inga underarter finns listade i Catalogue of Life.